# Berge (Sprockhövel)
Berge ist ein Wohnplatz im Stadtteil Gennebreck der Stadt Sprockhövel im Ennepe-Ruhr-Kreis, Nordrhein-Westfalen.

## Lage und Beschreibung
Berge liegt im südwestlichen Teil des Sprockhöveler Stadtgebiets an der Landesstraße L294 nördlich des Höhenzugs Hackenberg unmittelbar an der Stadtgrenze zu Hattingen im Norden. Südöstlich befindet sich das Kirchdorf Herzkamp, die größte Ansiedlung im Stadtteil.
Weitere Nachbarorte sind  Äckern, Sondern, Lehn, Ellerhäuschen, Mellbeck, Heege und Egen auf Sprockhöveler und Pläzken, Kieker, Kühls, Auf der Kuhle und Kühlmark auf Hattinger Stadtgebiet. Aufgrund seiner Lage auf deren Wasserscheide entspringt bei dem Ort ein Zufluss sowohl des Deilbachs als auch des Felderbachs.

## Geschichte
Berge gehörte zur Landgemeinde Gennebreck innerhalb der neu der Bürgermeisterei Haßlinghausen (ab 1844 Amt Haßlinghausen) im Landkreis Hagen (ab 1897 Kreis Schwelm, ab 1929 Ennepe-Ruhr-Kreis). Es erscheint auf der Niemeyersche Karte, Ausgabe Spezialkarte des Bergwerkdistrikts des Distrikts Blankenstein, von 1788/89 als Einzelhaus.    
Der Ort ist auf der Preußischen Uraufnahme von 1840 als Im Wolfsberge verzeichnet. Ab der Preußischen Neuaufnahme von 1892 ist der Ort auf Messtischblättern der TK25 als Berge verzeichnet und in den Ausgaben von 1927 bis 1988 mit dem Zusatz Whs. (Wirtshaus) versehen. 
Die Gemeinde- und Gutbezirksstatistik der Provinz Westfalen führt 1871 den Ort als Einzelnes Haus mit vier Einwohnern auf. Das Gemeindelexikon für die Provinz Westfalen gibt 1885 für Berge eine Zahl von fünf Einwohnern an, die in einem Wohnhaus lebten. 1895 besitzt der Ort drei Wohnhäuser mit 27 Einwohnern und gehörte kirchlich zum evangelischen Kirchspiel Herzkamp, 1905 zählt der Ort ein Wohnhaus und drei Einwohner.
Am 1. Januar 1970 wurde das Amt Haßlinghausen aufgelöst und die amtsangehörige Landgemeinde Gennebreck mit Berge in die Stadt Sprockhövel eingemeindet.